# Chiesa dell'Invenzione della Santa Croce (Santa Croce di Trieste)
La chiesa dell'Invenzione della Santa Croce (in sloveno Povišanje Sv. Križa) è la parrocchiale di Santa Croce di Trieste (Križ) e fa parte del decanato di Opicina.

## Storia
La prima citazione di una chiesa dedicata all'Invenzione della Santa Croce risale al 1260. Un documento del 1338 rivela che la cappella di Santa Croce dipendeva dal capitolo della cattedrale di Trieste.
La chiesa fu costruita tra il XVI e il XVII secolo e venne consacrata nel 1628.
L'edificio subì importanti lavori di ampliamento tra il 1766 e il 1770 e questo richiese una nuova consacrazione, avvenuta il 30 novembre 1823 per opera del vescovo Antonio Leonardis.
La parrocchia di Santa Croce fu eretta nel 1847. 
Nel 1958 la parrocchia si è ampliata, inglobando territori già appartenuti all'arcidiocesi di Gorizia e, nel 1986, si è vista ridurre la propria superficie in seguito all'erezione della parrocchia dei Santi Quirico e Giulitta.